# Lythrum maritimum
Lythrum maritimum är en fackelblomsväxtart som beskrevs av Carl Sigismund Kunth. Lythrum maritimum ingår i släktet fackelblomstersläktet, och familjen fackelblomsväxter. Inga underarter finns listade i Catalogue of Life.

## Bildgalleri

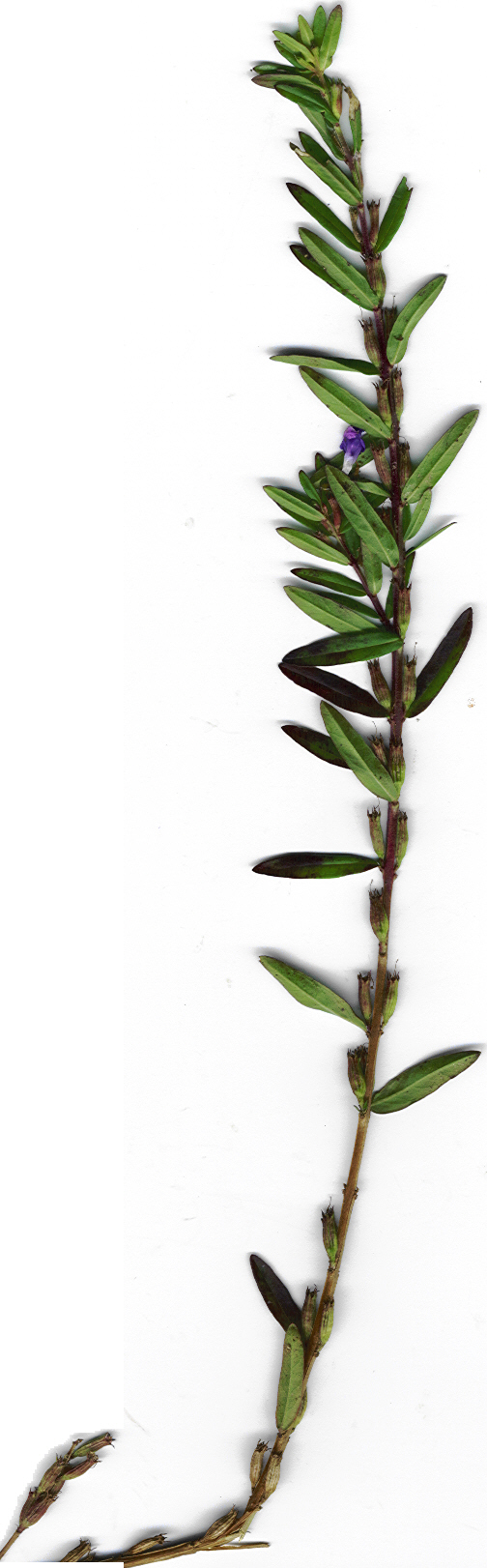
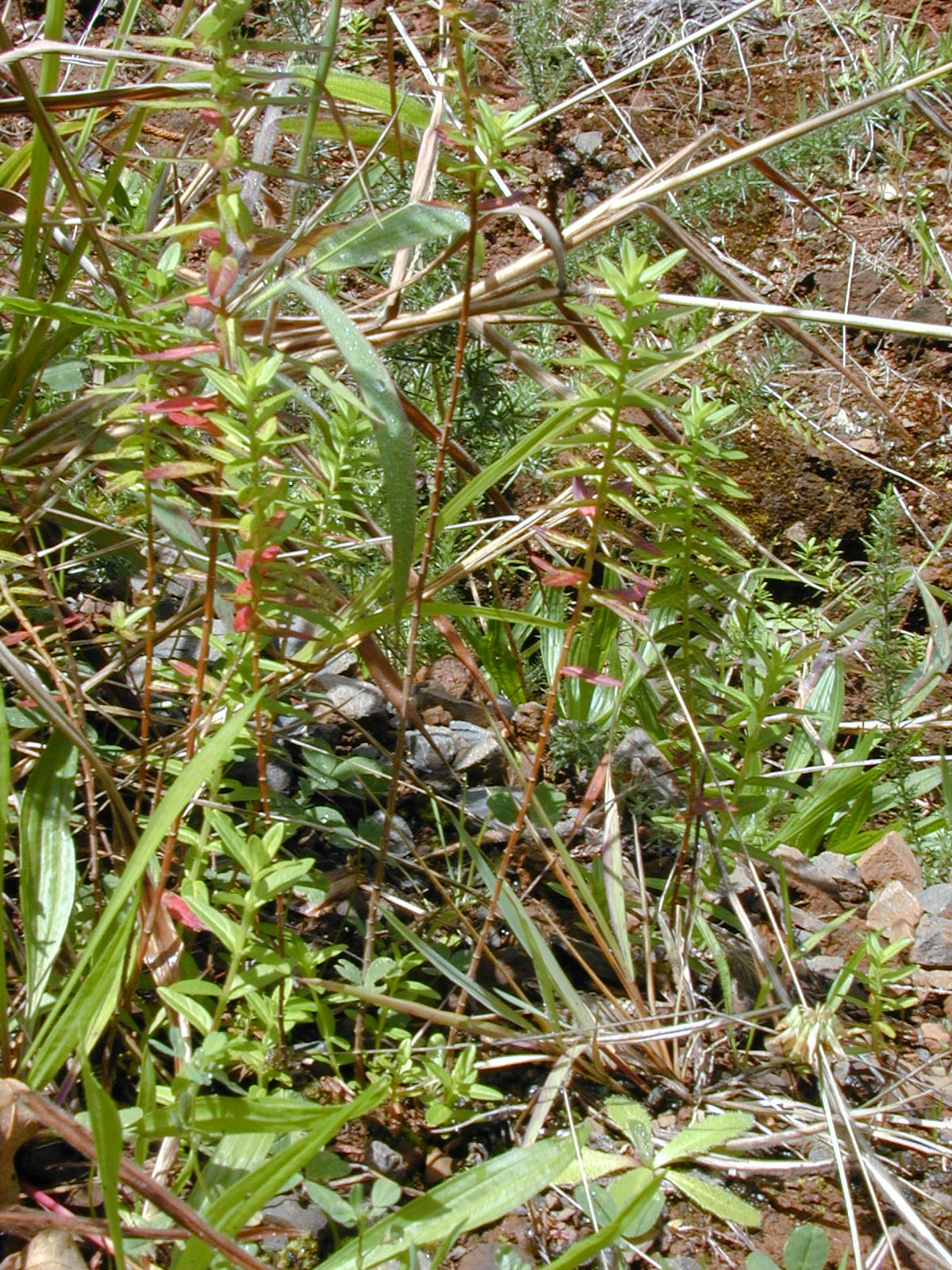
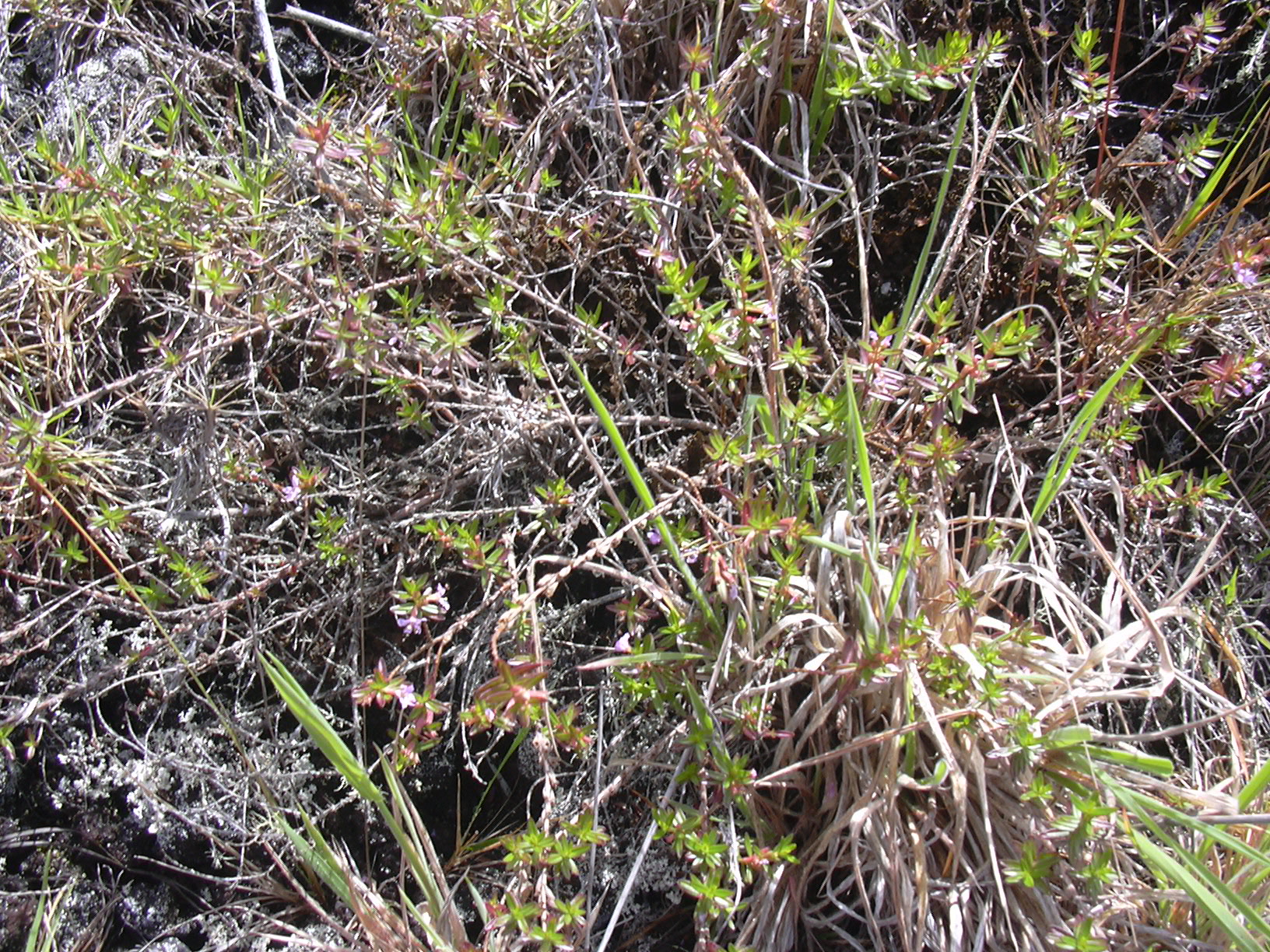
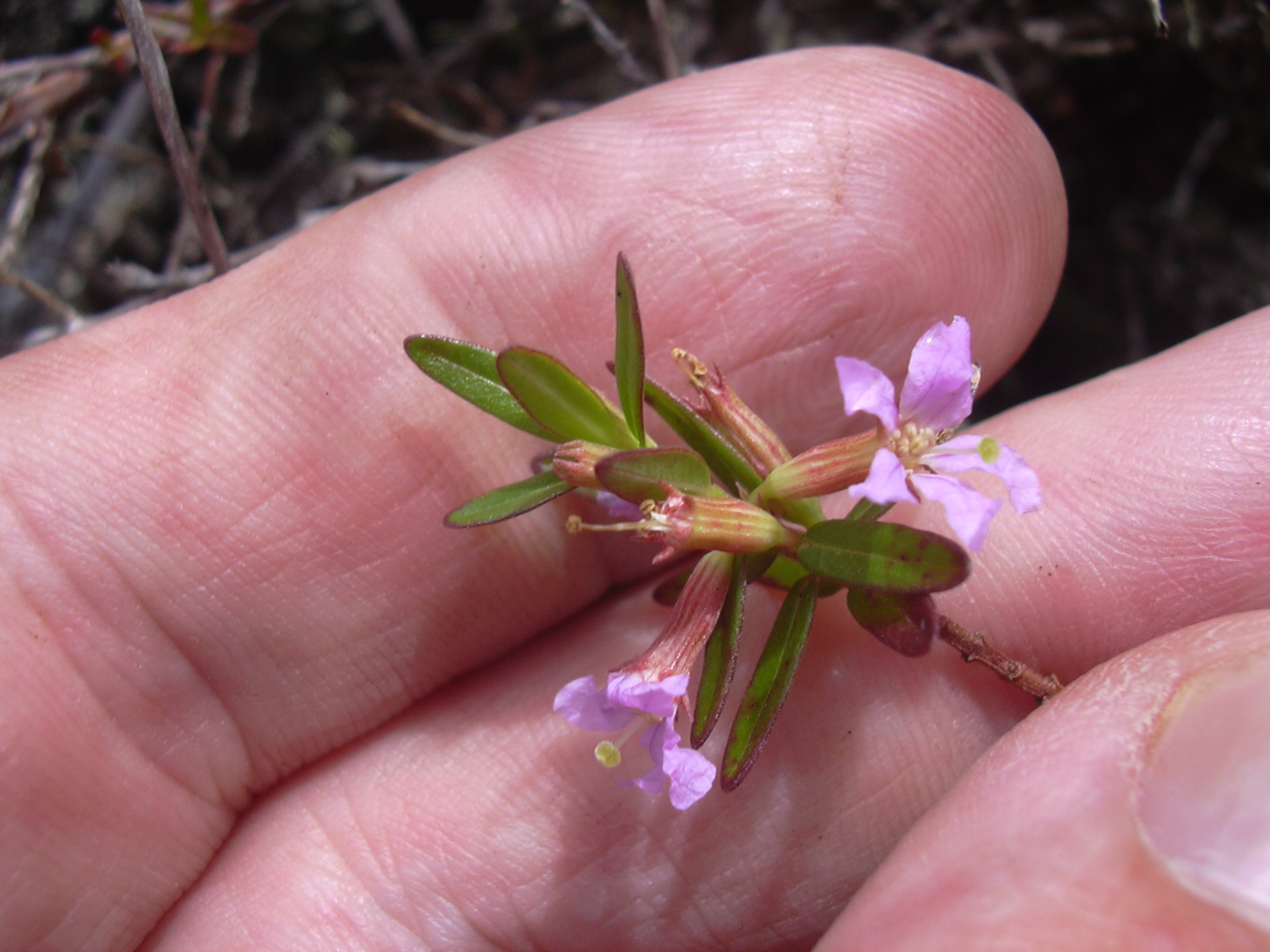